# Derolus flavipennis
Derolus flavipennis là một loài bọ cánh cứng trong họ Cerambycidae.